# Johnny Rebel

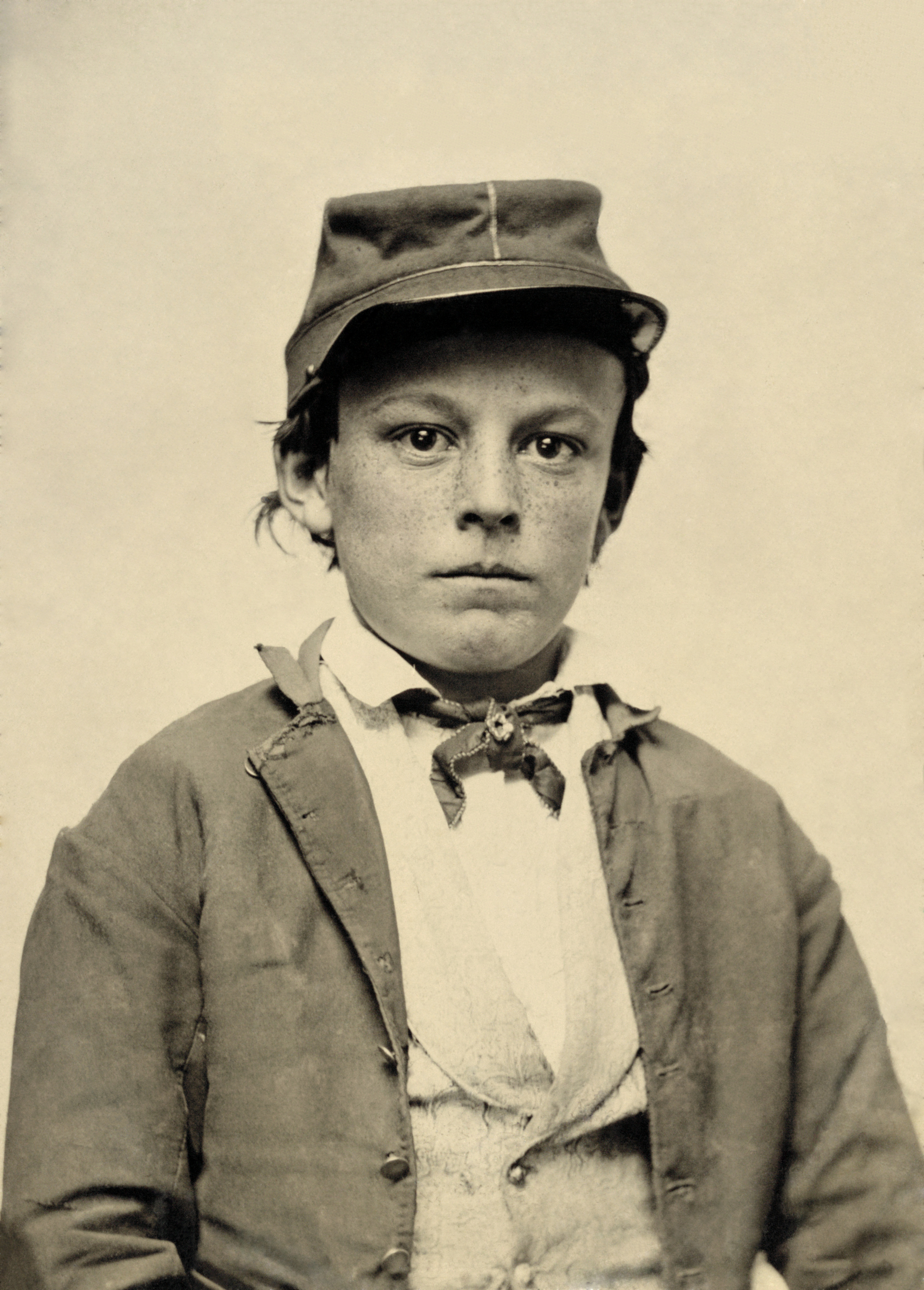
Neidentifikovaný mladý voják v uniformě Konfederace

Johnny Rebel, často jen Johnny Reb, je fiktivní postava užívaná jako personifikace jižních států USA nebo v užším smyslu států Konfederace v americké občanské válce. V této válce byl především symbolem řadového jižanského vojáka, podobně jako byl Billy Yank zástupcem vojáků Severu.
Johnny Reb byl často zobrazován v propagandistických kresbách či karikaturách, obvykle v šedé vlněné uniformě s typickou čapkou se štítkem, často také se zbraní a ve spojení s vlajkou Konfederace.
Johnny Reb je také název písně připomínající památku konfederačních vojáků, kterou napsal v r. 1959 Merle Kilgore a která byla nejznámější v podání zpěváka Johnnyho Hortona. Tato verze vyšla i na prvním českém výběru country hudby Dvorana slávy Country a Western (Supraphon, 1970).